# Pierre Lallement

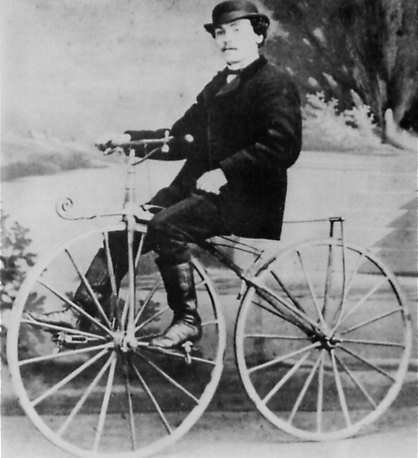
Lallement auf seiner Erfindung (um 1870)

Pierre Lallement (* 25. Oktober 1843 in Pont-à-Mousson; † 29. August 1891 in Boston) wird von einigen als der Erfinder des Fahrrads angesehen.

## Leben
Nach einer Version sah der Stellmacher Lallement 1862 eine Draisine, dadurch inspiriert baute er an der Achse des vorderen Laufrades eine Tretkurbel mit Pedalen an. Nach einer anderen Version ging Lallement 1863 nach Paris und arbeitete bei Pierre Michaux an der Produktion der Michauline mit. Es ist nicht festzustellen, ob Lallement bereits vor Michaux die Tretkurbel an die Laufmaschine anbrachte. Sicher ist, dass beide am Grunddesign der Michaulinen beteiligt waren.
Im Juli 1865 ging Lallement in die Vereinigten Staaten und ließ sich in Ansonia (Connecticut) nieder, wo er eine Version der Michauline vorstellte. Er reichte Patentantrag für das Pedal-Fahrrad im April 1866 ein. Erteilt wurde es am 20. November 1866. Seine patentierten Konstruktionspläne zeigen ein Fahrzeug mit großer Ähnlichkeit zu der ersten Michauline mit ihrem schlangenförmigen Rahmen.
Da es ihm nicht gelang, in den USA eine erfolgversprechende Produktion seiner Maschine aufzunehmen, kehrte Lallement 1868 nach Paris zurück, kurz nachdem die Michaux-Räder die erste Fahrradbegeisterung entfacht hatten, die sich von Frankreich aus über ganz Europa und Amerika ausbreitete. Lallement ging danach erneut in die Vereinigten Staaten. Er wohnte in Brooklyn und war bei Albert Pope angestellt, der 1879 sein Patent erworben hatte und in den 1890er Jahren durch Ankauf aller Fahrradpatente in den USA ein Fahrradimperium schuf. Lallement starb 1891 in Boston vereinsamt im Alter von 47 Jahren.

Lallement-Velocipede (um 1866)
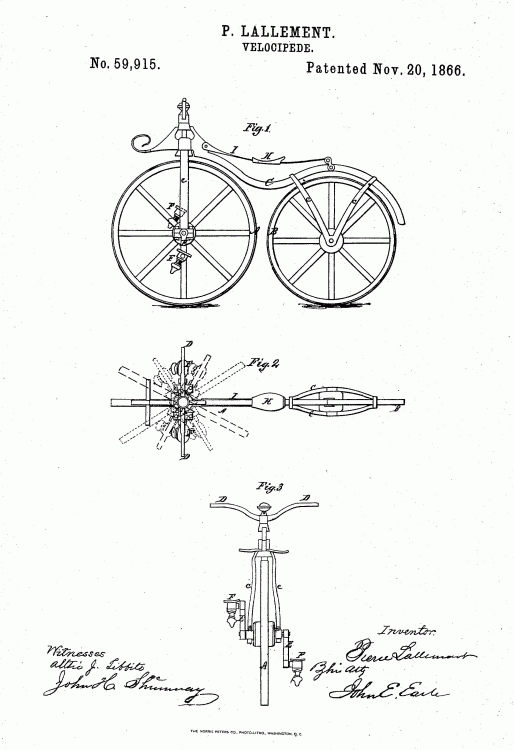
US-Patent No. 59.915 erteilt am 20. November 1866
Schlangenförmiger Rahmen des Lallement-Velocipeds (um 1868)